# 子山 (吴国)
子山（?—?），春秋时期吴国的王子，吴王阖闾的儿子。
前506年十一月廿八庚辰日，柏举之战后，吴军进入了楚国都城郢都。按班次在宫室里居住。子山住在原令尹囊瓦家里，夫概想攻打子山，住进囊瓦家。子山惧怕，逃了出去，夫概进囊瓦家。为后来夫概叛乱埋下伏笔。